# Commune de Kaisma
La commune de Kaisma (en estonien : Kaisma vald) est une ancienne municipalité rurale du Comté de  Pärnu en Estonie. 
Elle s'étendait sur une superficie de 183,98 km2.
Sa population était de 566 habitants.
Le 27 octobre 2009, elle est intégrée dans la Commune de Vändra.

## Municipalité
La commune regroupait 7 villages:
Kaisma - Kergu - Kõnnu - Metsaküla - Metsavere - Rahkama - Sohlu